# Morze Lewantyńskie
Morze Lewantyńskie – wschodnia część Morza Śródziemnego położona na wschód od Krety (na wschód od 24° długości wschodniej). 
Od strony południowo-zachodniej przechodzi w Morze Libijskie, a od północno-zachodniej w Morze Egejskie.
Jest ograniczone od północy przez Turcję, na wschodzie przez Syrię, Liban i Izrael oraz Egipt na południu. Największą wyspą Morza Lewantyńskiego jest Cypr. Główną uchodzącą rzeką jest Nil. Wschodnia część delty Nilu formuje tutaj ujście Kanału Sueskiego.
Nazwa pochodzi od obszaru Lewantu, leżącego na wschodnim wybrzeżu Morza Śródziemnego i stanowiącego ważne miejsce handlu w starożytności.